# John Barraclough
Sir John Barraclough KCB CBE DFC AFC OStJ QCVSA FRAeS FRSA (* 2. Mai 1918 in Hounslow, London; † 10. Mai 2008) war ein britischer Luftwaffenoffizier der Royal Air Force, der zuletzt im Range eines Generals (Air Chief Marshal) von 1970 bis 1972 Vize-Chef des Verteidigungsstabes (Vice-Chief of the Defence Staff) und zwischen 1974 und 1976 Kommandant des Royal College of Defence Studies (RCDS) in London war. Er fungierte zudem von 1980 bis 1988 als Gentleman Usher to the Sword of State.

## Leben

### Pilotenausbildung und Zweiter Weltkrieg
Barraclough arbeitete nach dem Besuch der 1518 gegründeten Cranbrook School in Cranbrook bei der Stadtverwaltung der City of London und trat 1935 in das Leichte Infanterieregiment Artists Rifles der Territorialarmee ein, dem er drei Jahre lang angehörte. Am 7. Mai 1938 wurde er als Zeitsoldat (Short Service Commission) in die RAF aufgenommen und absolvierte anschließend seine fliegerische Ausbildung an einer Flugausbildungsschule (Flying Training School). Nach deren Beendigung wurde er am 17. Dezember 1938 Pilot in der mit Avro 652 Anson-Aufklärungsflugzeugen ausgestatteten No. 269 Squadron RAF und wurde dort am 7. März 1939 zum Leutnant (Pilot Officer) befördert. Er nahm an der Suche nach dem am 1. Juni 1939 in der Liverpool Bay vermissten U-Boot Thetis teil. Nach dem Besuch von Flugboot-Lehrgängen wurde er zu Beginn des Zweiten Weltkrieges am 12. August 1940 zum Oberleutnant (Flying Officer) befördert und Pilot in der No. 240 Squadron RAF. Dort nahm er als Pilot eines Seeaufklärers von den Shetland-Inseln aus an Patrouillenflügen über der Nord- und Ostsee teil.
Nach dem Besuch eines Flugausbilderlehrgangs wurde Barraclough 1941 Flugausbilder bei der zum Küstenkommando (RAF Coastal Command) gehörenden No. 4 (Coastal) Operational Training Unit RAF auf dem Militärflugplatz RAF Stranraer. Während seiner dortigen Verwendung wurde er mit dem Air Force Cross (AFC) ausgezeichnet sowie am 12. August 1941 zum Hauptmann (Flight Lieutenant) befördert. Danach war ab Februar 1942 als Fliegerischer Kommandeur beim Wiederaufbau der mit Consolidated PBY „Catalina“-Seeaufklärern ausgerüsteten No. 209 Squadron RAF beteiligt, die zu Aufklärungsflügen über dem Indischen Ozean eingesetzt wurde. Anschließend übernahm er am 14. September 1942 seinen ersten Befehlsposten, und zwar als Kommandeur (Commanding Officer) des Luftwaffenstützpunktes RAF Mogadischu. Als solcher nahm er an operativen Lufteinsätzen bei Madagaskar teil und wurde für dort erworbenen Verdienste am 16. Februar 1943 mit dem Distinguished Flying Cross (DFC) geehrt. 1944 wurde er schließlich Chef-Flugausbilder bei einer Flugboot-Einheit und übte diese bis April 1946 aus, wobei er während dieser Zeit am 1. Januar 1946 wegen seiner Verdienste im Kriegsbericht erwähnt wurde (Mentioned in dispatches).

### Stabsoffizier in der Nachkriegszeit
Nach Kriegsende beabsichtigte Barraclough zunächst die Aufnahme eines Studiums der Rechtswissenschaften, entschied sich dann aber doch für eine weitere Offizierslaufbahn nachdem er am 2. April 1946 mit Rückwirkung zum 1. September 1945 als Berufssoldat (Permanent Commission) in die RAF übernommen wurde. Eine Woche darauf begann er am 9. April 1946 einen Lehrgang für Stabsoffiziere am RAF Staff College (Overseas) in Haifa und fand nach dessen Abschluss im Oktober 1946 Verwendung in Ägypten. Dort erfolgte am 25. Februar 1947 seine Beförderung zum Major (Squadron Leader), wobei auch die Beförderung rückwirkend zum 1. September 1945 erfolgte. 1948 kehrte er nach Großbritannien zurück und wurde der Prüfungsgruppe (Examing Wing) der Zentralen Flugschule (Central Flying School) unterstellt. Während dieser Zeit unternahm er 1951 den ersten Flug mit einem einstrahligen Flugzeug nach Südafrika.
1951 wechselte Barraclough in den Führungsstab des Imperial Defence College (IDC) in London und erhielt dort am 1. Juli 1951 seine Beförderung zum Oberstleutnant (Wing Commander). Daraufhin wurde er Stabsoffizier im Luftwaffenausbildungskommando (RAF Training Command) und erstellte dort einen Bericht, in dem er sich mit der Möglichkeit des Einsatzes eines strahlgetriebenen Grundausbildungsflugzeuges befasste, was letztlich zur Einführung des BAC Jet Provost führte. Am 1. Juni 1953 wurde er mit der Queen’s Commendation for Valuable Service (QCVSA) geehrt. Im Oktober 1955 übernahm er den Posten als Kommandeur des Luftwaffenstützpunktes RAF Biggin Hill sowie anschließend im Februar 1957 als Kommandeur der Luftstreitkräftebasis RAF Middleton St George, wo er am 1. Juli 1957 zum Oberst (Group Captain) befördert wurde.
Am 13. November 1958 erfolgte Barracloughs Ernennung zum Gruppenleiter für Operationen und Ausbildung im Hauptquartier der Luftstreitkräfte im Fernen Osten (RAF Far East Air Force). Am 10. Juni 1961 wurde er zum Commander des Order of the British Empire (CBE) ernannt. Anschließend übernahm er nach seiner Beförderung zum Air Commodore am 1. Juli 1961 den Posten als Leiter der Abteilung Öffentlichkeitsarbeit im Luftwaffenstab.

### Aufstieg zum Air Chief Marshal
Barraclough wurde danach am 1. Juli 1964 zum Generalmajor (Air Vice Marshal) befördert und als Nachfolger von Air Vice Marshal Rochford Hughes zum Kommandeur (Air Officer Commanding) der auf dem Luftwaffenstützpunkt RAF Mount Batten stationierten und zum Küstenkommando (RAF Coastal Command) gehörenden No. 19 (Reconnaissance) Group RAF ernannt. Auf diesem Posten blieb er bis zu seiner Ablösung durch Air Vice Marshal John Lapsley am 9. Februar 1967. Danach absolvierte er einen Lehrgang im Fach Managementlehre an der Harvard Business School und übernahm nach seiner Rückkehr nach Großbritannien am 15. September 1967 den Posten als Stabsabteilungsleiter für Verwaltung AOA (Air Officer in charge of Administration) im Hauptquartier des Bomberkommandos (RAF Bomber Command). Während dieser Verwendung entstand am 30. April 1968 aus dem Zusammenschluss des Bomberkommandos mit dem Kampfflugzeugkommando (RAF Fighter Command) das Angriffskommando (RAF Strike Command). Daraufhin übernahm er dort ab dem 30. April 1968 ebenfalls den Posten als Stabsabteilungsleiter für Verwaltung. Am 1. Januar 1969 wurde er auch Companion des Order of the Bath (CB).
Nach seiner Beförderung zum Generalleutnant (Air Marshal) am 1. Januar 1970 wurde Barraclough am 2. März 1970 Nachfolger von Vizeadmiral Ian Hogg als stellvertretender Chef des Verteidigungsstabes der Streitkräfte des Vereinigten Königreichs (Vice-Chief of the Defence Staff). Am 13. Juni 1970 wurde er zum Knight Commander des Order of the Bath (KCB) geschlagen und führte seither den Namenszusatz „Sir“. In der Funktion als Vice-Chief of the Defence Staff folgte ihm am 31. März 1972 Generalleutnant John Gibbon.
Barraclough selbst wurde daraufhin am 31. März 1972 Nachfolger von Air Marshal Gareth Clayton als Luftfahrtsekretär (Air Secretary) und damit als Verantwortlicher für die Laufbahnplanung, Beförderungen und Ernennungen von Offizieren der RAF im Luftfahrtministerium (Air Ministry). Auf diesem Posten wurde er am 3. September 1973 zum General (Air Chief Marshal) befördert und verblieb in dieser Funktion bis zu seiner Ablösung durch Air Marshal Derek Hodgkinson am 15. Oktober 1973.
Danach wurde Barraclough am 7. Januar 1974 als Nachfolger von General Antony Read Kommandant des Royal College of Defence Studies (RCDS) in London. Diesen Posten bekleidete er bis zu seinem Ausscheiden aus dem aktiven Militärdienst am 3. April 1976 und seiner damit verbundenen Ablösung durch Admiral Ian Easton.

### Ruhestand
Nach seinem Eintritt in den Ruhestand wurde Barraclough, der bereits 1970 Mitglied (Freeman) der Gilde der Piloten und Navigatoren (Guild of Air Pilots and Air Navigators) wurde sowie 1973 zum irischen Team beim Admiral’s Cup gehörte, 1976 Ehren-Air Commodore einer Staffel der Royal Auxiliary Air Force (RAuxAF), der Freiwilligenreserve der Luftstreitkräfte.
Am 7. April 1980 wurde er Nachfolger des früheren Admiral Desmond Dreyer als Gentleman Usher to the Sword of State und hielt als solcher das Sword of State bei offiziellen Anlässen vor dem Monarchen wie bei der feierlichen Prozession der Eröffnung des Parlaments. Dieses Staatsamt innerhalb des Royal Household bekleidete er bis zum 2. Mai 1988 und wurde dann durch den ehemaligen General Edward Burgess abgelöst. Daneben engagierte er sich von 1982 bis 1989 als Vizevorsitzender des Finanzbeirates des britischen Exportrates und war auch Vorstandsmitglied verschiedener Unternehmen. Weiterhin war Mitglied der Beiräte der Luftfahrtgesellschaft (Air League), des Royal United Services Institute (RUSI), der West Devon St John's Ambulance, der Gesellschaft für den Modernen Fünfkampf der Luftstreitkräfte (RAF Modern Pentathlon Association) sowie der Reiterlichen Vereinigung der Streitkräfte (Combined Services Equitation Association).
Am 1. Januar 1984 wurde Barraclough Ehren-Generalinspektor der Royal Auxiliary Air Force und übte dieses Ehrenamt bis 1989 aus. 1985 wurde ihm das Offizierskreuz des Order of Saint John (OStJ) verliehen. 2001 wurde er zudem Ehrenbürger (Freeman) der City of London. Des Weiteren war er Fellow der Royal Aeronautical Society (FRAeS), der Royal Society of Arts (FRSA), des British Institute of Management (FBIM) sowie der Foundation for Information Policy Research (FIPR).
Aus seiner 1946 mit der 2001 verstorbenen Maureen McCormack geschlossenen Ehe ging seine Tochter Moy Barraclough hervor, die mit David Richard Alexander Scott verheiratet ist, der Manager von Digital UK war.